# Мой друг Борис Немцов
«Мой друг Борис Немцов» — российско-эстонский документальный фильм 2016 года режиссёра Зоси Родкевич, посвящённый российскому политическому деятелю Борису Ефимовичу Немцову.

## Сюжет
Беспристрастный взгляд присутствовавшей рядом с ним на протяжении трёх лет камеры на оппозиционного политика современной России в его повседневности. История одного журналистского задания, превратившегося в недолгую дружбу. Родкевич намеренно оставила вне фильма долгие беседы с Немцовым о политике, уступив место Немцову-человеку. Финал картины пришлось снимать уже после убийства Бориса Немцова, запечатлены кадры его похорон. В конце звучат строки из песни Пахмутовой — Добронравова «До отправленья поезда» в исполнении самого героя ленты на вокзале в Ярославле.

## Премьера
Официальная премьера фильма состоялась в декабре 2015 года на кинофестивале «Артдокфест» в программе «Спецпоказы».

## Награды и номинации
2016
- Кинофестиваль в Кракове — лучший документальный фильм[6]
- Одесский международный кинофестиваль — приз жюри за лучший европейский документальный фильм[7]
- Фестиваль «Послание к человеку» — Гран-при национального конкурса[8]